# Синещеки
Синещеки (укр. Синьощоки) — село,
Остаповский сельский совет,
Миргородский район,
Полтавская область,
Украина.
Код КОАТУУ — 5323284605. Население по переписи 2001 года составляло 19 человек.
Село указано на специальной карте Западной части России Шуберта 1826—1840 годов как хутор Синящоков.

## Географическое положение
Село Синещеки находится на расстоянии до 2-х км от сёл Верхняя Будаковка, Панченки и Мокриевка.
По селу протекает пересыхающий ручей с запрудой.